# Jerseyville
Jerseyville és una població dels Estats Units a l'estat d'Illinois. Segons el cens del tenia 8.373 habitants.

## Demografia
Segons el cens del 2000, Jerseyville tenia 7.984 habitants, 3.260 habitatges, i 2.089 famílies. La densitat de població era de 702,2 habitants/km².
Dels 3.260 habitatges en un 31,5% hi vivien nens de menys de 18 anys, en un 49,1% hi vivien parelles casades, en un 12,1% dones solteres, i en un 35,9% no eren unitats familiars. En el 32,1% dels habitatges hi vivien persones soles el 17,7% de les quals corresponia a persones de 65 anys o més que vivien soles. El nombre mitjà de persones vivint en cada habitatge era de 2,35 i el nombre mitjà de persones que vivien en cada família era de 2,97.
Per edats la població es repartia de la següent manera: un 24,4% tenia menys de 18 anys, un 8,1% entre 18 i 24, un 27,2% entre 25 i 44, un 19,9% de 45 a 60 i un 20,4% 65 anys o més.
L'edat mediana era de 38 anys. Per cada 100 dones de 18 o més anys hi havia 80,5 homes.
La renda mediana per habitatge era de 35.556 $ i la renda mediana per família de 46.832 $. Els homes tenien una renda mediana de 37.312 $ mentre que les dones 21.282 $. La renda per capita de la població era de 20.178 $. Aproximadament el 5,8% de les famílies i el 7,3% de la població estaven per davall del llindar de pobresa.

## Poblacions més properes
El següent diagrama mostra les poblacions més properes.